# Осиновка (Карасуцький район)
Осиновка (рос. Осиновка) — селище у Карасуцькому районі Новосибірської області Російської Федерації.
Входить до складу муніципального утворення Знаменська сільрада. Населення становить 141 особа (2010).

## Історія
Згідно із законом від 2 червня 2004 року органом місцевого самоврядування є Знаменська сільрада.

## Населення
| 2002 | 2007 | 2010 |
| ---- | ---- | ---- |
| 151  | ↘142 | ↘141 |